# قضیه دزارگ

مثلث‌های همرس (مثلث هایی با خاصیت مناظر و مرایا). زمانی که اضلاع متناظر در دو مثلث توسعه پیدا می کنند، در نقطه ای روی خطی به نام محور تجانس به هم می رسند. خطوطی که از رأس های متناظر روی مثلث ها عبور می کنند ممکن است در نقطه ای به نام مرکز تجانس به هم برخورد کنند. قضیه دزارگ بیان می دارد که اولین شرط (بر خورد امتداد اضلاع بر روی محور تجانس) شرط لازم و کافی برای رسیدن به خاصیت دوم (همرسی خطوط عبوری از رأس ها در مرکز تجانس) می باشد.

در هندسه تصویری، قضیه دزارگ که به افتخار جرارد دزارگ نامگذاری شده است بیان می دارد که:
دو مثلث تجانس محوری دارند اگر و تنها اگر تجانس مرکزی داشته باشند.
سه رأس یکی از مثلث ها را با {\displaystyle a}، {\displaystyle b} و {\displaystyle c} و رئوس مثلث دیگر را با {\displaystyle A}، {\displaystyle B} و {\displaystyle C} نامگذاری می کنیم. تجانس محوری به معنای این است که خطوط {\displaystyle {\overline {ab}}} و {\displaystyle {\overline {AB}}} در یک نقطه، خطوط {\displaystyle {\overline {ac}}} و {\displaystyle {\overline {AC}}} در نقطه دوم و خطوط {\displaystyle {\overline {bc}}} و {\displaystyle {\overline {BC}}} در نقطه سوم همرسند. و هر سه این نقاط بر روی خط مشترکی به نام محور تجانس قرار دارند. تجانس مرکزی بدین معناست که سه خط {\displaystyle {\overline {Bb}}}، {\displaystyle {\overline {Aa}}} و {\displaystyle {\overline {Cc}}} در یک نقطه به نام مرکز تجانس همرسند.